# Коньяков, Василий Михайлович
Василий Михайлович Коньяков (19 ноября 1927 года, деревня Уфимцево, Сибирский край (ныне — Кемеровская область) 1998 год, Новосибирск) — русский писатель, автор 11 книг, изданных в Москве, Новосибирске, ГДР общим тиражом более 500 000 экземпляров. По его повести «Не прячьте скрипки в футлярах» в 2003 году снят фильм Красное небо. Чёрный снег (режиссёр Огородников, Валерий Геннадьевич).

## Биография
Василий Михайлович Коньяков родился 19 ноября 1927 года в деревне Уфимцево Кемеровской области. Закончив 9 классов, поступил токарем на завод. Оттуда в 1944 году был призван в армию, в Новосибирский запасной артиллерийский полк. В рядах Советской Армии находился с 1944 по 1951 год. В составе противотанковой артиллерийской бригады принимал участие в боях против Японии. Находясь в армии, писал стихи и публиковал их в армейских газетах. В 1951 году поступил и в 1956 году окончил Ростовское художественное училище с «красным» дипломом.
Каким он был в то время, Коньяков рассказывал позже в короткой поэме «Я родился в деревне»:
Я родился в деревне. В стенах аудиторий Был я, наверно громоздок, Неловок и неуклюж. Обветренными руками Листал я толстые книги, Шагал по квадратам паркета В кирзовых сапогах.
…
А вузовские девчонки Встречали меня насмешливо, На танцах украдкой прыскали, Увидев мои сапоги…
В 1956 году переехал в Новосибирск. Через некоторое время дипломированный живописец Коньяков бросает кисти. Бросает, чтобы никогда больше к ним не прикоснуться. Также работал преподавателем в школах рисования и черчения (в частности в школе N85 города Новосибирска), но в искусстве оставляет себе один путь — ненадежный путь начинающего литератора. Мало того: после выхода первой повести «Цвет солнечных бликов» он порывает навсегда и с поэзией. Больше Коньяков не напишет ни строчки стихов. Он словно бы разучится их писать.
В 1962 году в журнале «Сибирские огни» была опубликована первая повесть Коньякова. Позже она была переиздана отдельной книгой.
Затем вышло ещё несколько книг:
1964 г. Не прячьте скрипки в футлярах.
1968 г. Снегири горят на снегу.
1972 г. Далекие ветры.
1975 г. Димка и Журавлев
1977 г. Повести
Самой трудной из своих книг Василий Коньяков называл изданную в Москве в 1968 году «Снегири горят на снегу». В своё время эта книга стала предметом горячей дискуссии в «Литературной газете» между писателями И. Лавровым и В. Липатовым.
Награждён медалью «За победу над Японией» и другими медалями.
Член Союза писателей СССР с 1965 года.
В 1996 году стал лауреатом премии имени Н. Гарина-Михайловского.
В 1997 году, отвечая на вопрос корреспондента газеты «Вечерний Новосибирск» о творческих планах, Василий Коньяков сказал:
 Тем, биографии, судьбы, характеров хватит ещё на много томов. Ничего, например, не написано, хотя есть что сказать, о японской войне в которой пришлось принять участие… Но на какое-то крупное произведение вряд ли решусь… Нет перспектив. Книги сегодня не печатаются. Писать в стол — нет смысла, издавать за свои деньги — нет денег… На серьёзную литературу нет запроса, писатель невостребован…'
В 1998 году, после продолжительной болезни, Василий Коньяков скончался. Похоронен на Заельцовском кладбище (квартал 103).